# Rasa de Valielles
La Rasa de Valielles és un torrent afluent per l'esquerra de l'Aigua d'Ora situat al nord de la Serra de Busa

## Descripció
Neix a 1.500 msnm a la carena de la Serra de Busa al nord de l'església de Sant Cristòfol de Busa (terme municipal de Navès). Els primers 1.500 metres els fa en direcció cap al nord-est per, seguidament, tombar sobtadament en direcció cap a les 4 del rellotge, direcció que mantindrà fins a la sortida de l'enclavament de Valielles, immediatament després entra a l'enclavament de Valielles (municipi de Montmajor). En aquest tram passa a 175 metres al nord de la masia de Vilamala i a 85 metres al sud de la de Valielles de Busa. En sortir de l'enclavament, gira cap al sud fent unes desenes de metres pel terme municipal de Guixers i unes centenes pel de Navès i desguassa a l'Aigua d'Ora a 820 msnm sota el Mirador dels Presidents, a poc menys de 200 metres al nord del monestir de Sant Pere de Graudescales.
Tota la seva conca està integrada en el Pla d'Espais d'Interès Natural (PEIN) de la Generalitat de Catalunya i més concretament en l'espai Serres de Busa-Els Bastets-Lord

## Municipis per on transcorre
|                                          | Longitud (en m.) | % del recorregut |
| ---------------------------------------- | ---------------- | ---------------- |
| Per l'interior del municipi de Navès     | 400              | 8,8%             |
| Per l'interior del municipi de Montmajor | 4.040            | 88,9%            |
| Per l'interior del municipi de Navès     | 105              | 2,3%             |

## Xarxa hidrogràfica
La xarxa hidrogràfica de la Rasa de Valielles està integrada per un total de 24 cursos fluvials. D'aquests, 16 són subsidiaris de 1r nivell i 7 ho són de 2n nivell.
La totalitat de la xarxa suma una longitud de 15.623 m. 14.092 transcorren pel terme municipal de Montmajor, 1.700 pel de Navès i 85 pels de Guixers